# Michikinikwa

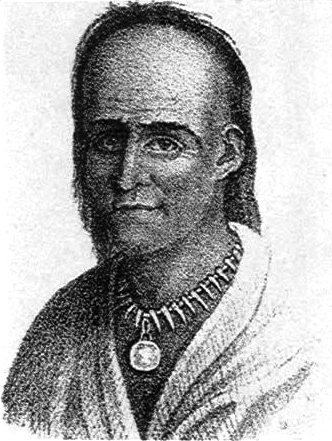
Michikinikwa

Michikinikwa (1752 – 14 de julio de 1812) fue un jefe de la tribu miami, en lo que actualmente es Indiana.
Se le conocía como el jefe Pequeña Tortuga (Little Turtle en inglés).
Su nombre tiene distintas variaciones:
- Meshecunnaquan
- Me-She-Kin-No-Quah
- Meshekinoquah
- Meshekunnoghquoh
- Michikinakoua
- Michikiniqua
- Mihsihkinaahkwa
- Mischecanocquah.

## Juventud
Nacido cerca de lo que ahora es Churubusco, Indiana, Michikinikwa era hijo de un jefe miami llamado Acquenacque. Puesto que su madre no era una miami, sino  mohicana, él sentía que tenía que ganarse la confianza de la tribu antes de llegar a la posición de liderazgo en la capital de Kekionga, lo que hoy en día es Fort Wayne. Esto lo alcanzó demostrando su habilidad militar y valor; un ejemplo fue su bravura en el ataque que su aldea recibió por parte de una fuerza francesa. Por medio de la demostración de su astucia y destreza militar, Michikinikwa se ganó no solo el liderazgo de su tribu, sino también el de una confederación más grande de tribus.

## Lucha con los Estados Unidos
El fin de la revolución y de la creación del Territorio del Noroeste en 1787 llevó a diferencias de opiniones y a desacuerdos. El 4 de noviembre de 1791, junto a Tecumseh emboscó al ejército del general Arthur Saint Clair, quien había sido enviado por el presidente George Washington a someter a las tribus del valle del río Ohio. Cerca del fuerte Recovery, dos mil miami, hurones, lenape, shawnee, ottawa, chippewa, potawatomi y kikapús atacaron a 625 soldados, 1.675 reclutas de levas y 470 milicianos en su campamento al atardecer. Murieron 632 norteamericanos y 264 resultaron heridos, el resto se retiró en pánico tras una débil defensa.